# Blephariceromorpha
Blephariceromorpha (лат.) — инфраотряд длинноусых двукрылых насекомых. Личинки населяют ручьи и имеют псевдоножки (prolegs) на 1—7 абдоминальных сегментах для прикрепления к подводному субстрату. По некоторым признакам группу сближают или с Culicomorpha или с Bibionomorpha. Например, строение постментума и прементогипофарингеального аппарата показало филогенетическое сходство между Nymphomyiidae и Culicomorpha.
- Blephariceroidea
  - Blephariceridae
  - Deuterophlebiidae[4]
- Nymphomyioidea
  - Nymphomyiidae[5]
  - †Strashilidae

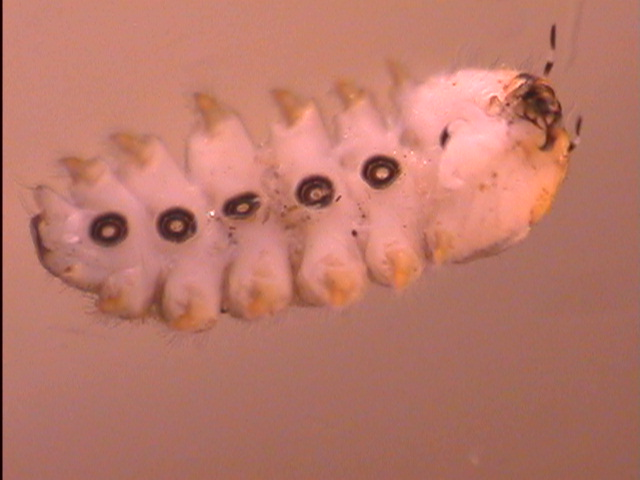
Личинка Blepharicera
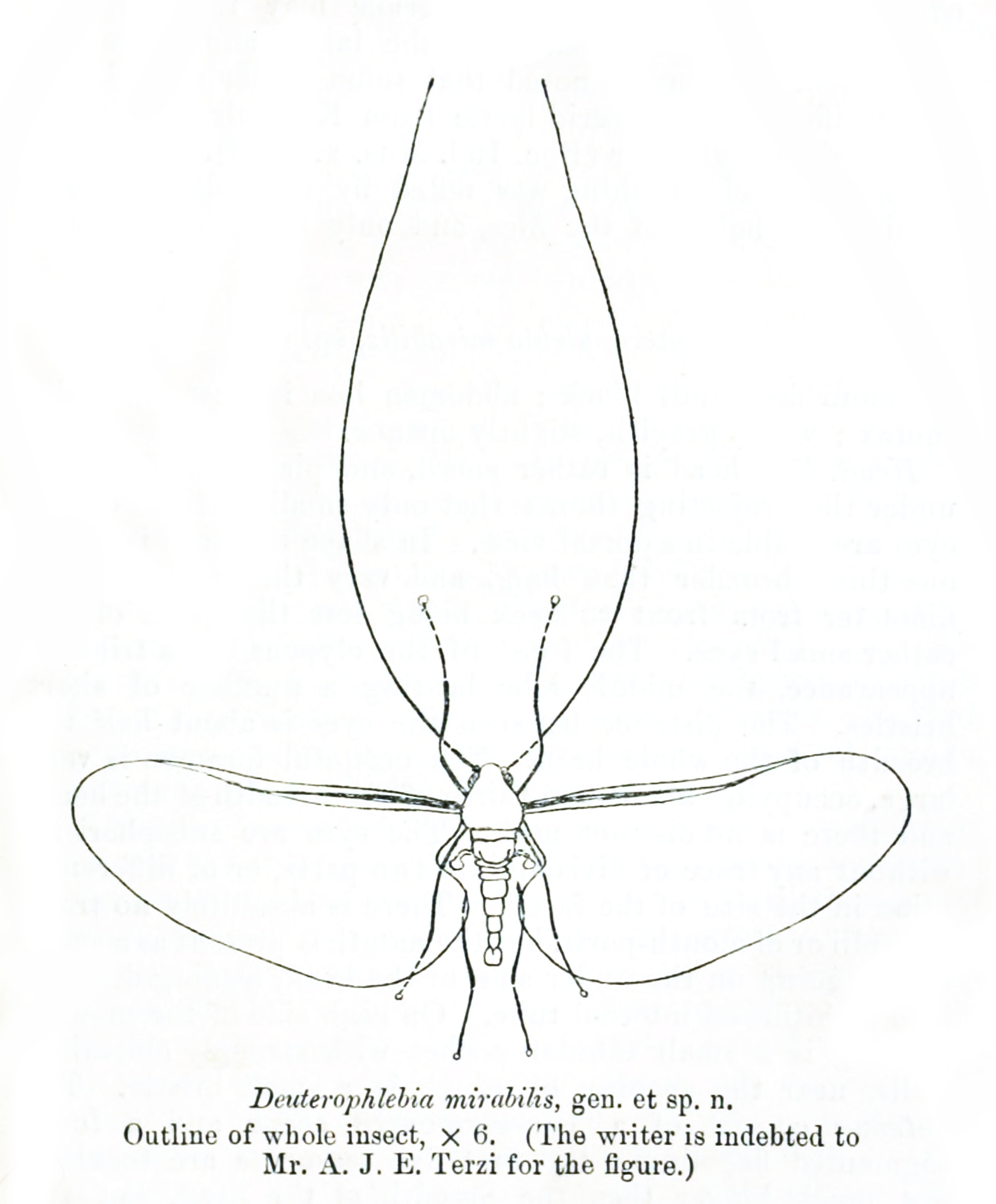
Deuterophlebia mirabilis